# Gilles Léothaud
Gilles Léothaud est un ethnomusicologue, acousticien français, ingénieur de recherche à la Sorbonne (Paris-IV) et ancien professeur d'ethnomusicologie au Conservatoire national supérieur de musique et de danse de Paris.

## Biographie
Gilles Léothaud a étudié avec Norbert Dufourcq et Marcel Beaufils au Conservatoire National Supérieur de Musique de Paris, puis poursuit des études d'acoustique à la Faculté des Sciences de Paris, de Musicologie à l'Université Paris Sorbonne, et d'Ethnomusicologie au Centre d'étude de musique orientale.
Entre 1973 et 1983, il donne des cours d'analyse auditive à l'Université de Paris-Sorbonne (préparation au CAPES) et est entre 1977 et 1987 professeur à l'École Louis-Lumière (écoute critique). Gilles Léothaud a enseigné l'ethnomusicologie au Conservatoire National Supérieur de Musique de Paris. Il enseigne l'ethnomusicologie, l'acoustique musicale et la théorie de la phonation à l'Université Paris-Sorbonne.
Il a notamment effectué des recherches sur les techniques vocales et les échelles musicales en Afrique centrale, en Amérique du Sud, et en Indonésie.